# V6 (ban nhạc)
V6 là một nhóm nhạc nổi tiếng của Nhật Bản. V6 còn chia ra làm hai nhóm nhỏ:

## Thành viên

### 20th Century
- Sakamoto Masayuki (Thủ lĩnh)
- Nagano Hiroshi
- Inohara Yoshihiko

### Coming Century
- Morita Go
- Miyake Ken
- Okada Junichi

## Đĩa nhạc

### Album

#### Album phòng thu
1. [1996.07.05] SINCE 1995~FOREVER
2. [1997.08.13] NATURE RHYTHM
3. [1998.08.05] A JACK IN THE BOX
4. [1999.08.19] "LUCKY" 20th Century, Coming Century to be continued...
5. [2000.08.09] "HAPPY" COMING CENTURY,20TH CENTURY FOREVER
6. [2001.08.01] Volume 6
7. [2002.07.30] seVen
8. [2003.08.05] ∞INFINITY ~LOVE & LIFE~
9. [2005.11.01] musicmind
10. [2007.09.12] Voyager
11. [2010.03.31] READY?
12. [2013.02.20] Oh! My! Goodness!
13. [2017.08.09] The ONES
14. [2021.09.04] STEP

#### 20th Century
1. [1997.09.10] ROAD
2. [1998.09.30] -attention-
3. [2004.02.04] Replay ~Best of 20th Century~

#### Coming Century
1. [2002.12.11] Best of Coming Century ~Together~

### Album nhỏ
1. [1996.12.02] GREETING
2. [1998.02.11] SUPER HEROES

### Album tổng hợp hay nhất
1. [2001.01.01] Very best
2. [2006.08.02] Very best II
3. [2015.07.29] SUPER Very best
4. [2021.10.26] Very6 BEST

### Đĩa đơn

#### Đĩa đơn CD
1. [1995.11.01] MUSIC FOR THE PEOPLE
2. [1996.02.14] MADE IN JAPAN
3. [1996.05.29] BEAT YOUR HEART
4. [1996.09.16] TAKE ME HIGHER
5. [1997.01.20] Ai Nanda (愛なんだ)
6. [1997.04.03] Honki ga Ippai (本気がいっばい)
7. [1997.07.09] WA NI NATTE ODOROU (WAになっておどろう)
8. [1997.11.06] GENERATION GAP
9. [1998.03.11] Be Yourself!
10. [1998.07.15] Tsubasa ni Nare (翼になれ)
11. [1998.11.11] over / EASY SHOW TIME
12. [1999.03.31] Believe Your Smile
13. [1999.05.12] Jiyuu de Aru Tame ni (自由であるために)
14. [1999.07.14] Taiyou no Ataru Basho (太陽のあたる場所)
15. [2000.02.02] MILLENNIUM GREETING
16. [2000.05.10] IN THE WIND
17. [2000.10.25] CHANGE THE WORLD
18. [2001.02.28] Ai no Melody (愛のMelody)
19. [2001.06.20] KISEKI NO HAJIMARI / SHODO (キセキのはじまり)
20. [2001.08.29] Dasenai Tegami (出せない手紙)
21. [2002.06.12] Feel your breeze / one feat.Shoo (S.E.S)
22. [2003.03.19] Mejirushi no Kioku (メジルシの記憶)
23. [2003.05.28] Darling
24. [2003.07.02] COSMIC RESCUE / TSUYOKU NARE (COSMIC RESCUE / 強くなれ)
25. [2004.03.24] Arigatou no Uta (ありがとうのうた)
26. [2004.08.04] thunderbird -your voice- (サンダーバード -your voice-)
27. [2005.06.22] UTAO-UTAO
28. [2005.10.12] Orange
29. [2006.06.14] Good Day!! (グッデイ!!)
30. [2007.01.31] HONEY BEAT / BOKU TO BOKURA NO ASHITA (HONEY BEAT / 僕と僕らのあした)
31. [2007.05.23] JASMINE / Rainbow (ジャスミン / Rainbow)
32. [2007.12.12] way of life
33. [2008.05.28] Chou (蝶)
34. [2008.09.17] LIGHT IN YOUR HEART / Swing!
35. [2009.06.17] SPIRIT (スピリット)
36. [2009.09.02] GUILTY
37. [2010.09.01] only dreaming / Catch
38. [2011.08.24] Sexy.Honey.Bunny! / TAKARA NO ISHI (Sexy.Honey.Bunny! / タカラノイシ)
39. [2012.02.15] BARIBARI BUDDY! (バリバリBUDDY!)
40. [2012.08.08] kEEP oN.
41. [2012.12.26] ROCK YOUR SOUL
42. [2013.08.21] Kimi ga Omoidasu Boku wa Kimi wo Aishiteiru Darou ka (君が思い出す僕は 君を愛しているだろうか)
43. [2014.08.27] Namida no Ato ga Kieru Koro (涙のアトが消える頃)
44. [2014.10.22] Sky's The Limit
45. [2015.05.08] Timeless
46. [2016.06.08] Beautiful World
47. [2017.03.15] Can't Get Enough / HANAHIRAKE (Can't Get Enough / ハナヒラケ)
48. [2017.05.03] COLORS / TAIYOU TO TSUKI NO KODOMOTACHI (COLORS / 太陽と月のこどもたち)
49. [2018.05.30] Crazy Rays / KEEP GOING
50. [2019.01.16] Super Powers / Right Now
51. [2019.06.05] Aru Hi Negai Ga Kanattanda / All For You (ある日願いが叶ったんだ / All For You)
52. [2020.09.23] It's my life / PINEAPPLE
53. [2021.06.02] BOKURA WA MADA / MAGIC CARPET RIDE (僕らは まだ / MAGIC CARPET RIDE)

#### Đĩa đơn DVD
1. [2008.07.30] VIBES

20th Century
1. [1999.11.25] WISHES ~I'll be there~ / You'll Be in My Heart
2. [2000.09.20] Precious Love
3. [2008.03.26] Ore ja Nakya, Kimi ja Nakya (オレじゃなきゃ、キミじゃなきゃ)

Coming Century
1. [1998.05.27] Natsu no Kakera (夏のかけら)
2. [2001.09.19] MiMyCEN

### VHS
1. [1996.03.21] LIVE FOR THE PEOPLE
2. [1997.03.05] Film V6 -CLIPS and more-
3. [1998.06.17] SPACE -from V6 Live Tour '98-
4. [1999.02.10] Film V6 act II -CLIPS and more-
5. [2001.03.22] VERY HAPPY!!!
6. [2001.01.17] Film V6 act III -CLIPS and more-
7. [2003.11.27] Hard Luck Hero (Phim điện ảnh)
8. [2004.05.26] LOVE & LIFE - V6 SUMMER SPECIAL DREAM LIVE 2003

### Đĩa DVD
1. [2000.09.27] LIVE FOR THE PEOPLE
2. [2000.09.27] Film V6 -CLIPS and more-
3. [2000.09.27] SPACE -from V6 Live Tour '98-
4. [2001.03.22] VERY HAPPY!!!
5. [2001.01.17] Film V6 act III -CLIPS and more-
6. [2002.10.30] LIV6
7. [2003.11.27] Hard Luck Hero (Phim điện ảnh)
8. [2004.05.26] LOVE & LIFE - V6 SUMMER SPECIAL DREAM LIVE 2003
9. [2005.03.09] Film V6 act IV - BALLAD CLIPS and more
10. [2005.03.09] Film V6 act IV - DANCE CLIPS and more
11. [2005.03.08] V6 Very Best LIVE -1995~2004-
12. [2005.10.18] Making of Hold Up Down
13. [2006.02.28] 10th Anniversary CONCERT TOUR 2005 "musicmind"
14. [2006.04.26] Hold Up Down (Phim điện ảnh)
15. [2008.02.13] V6 LIVE TOUR 2007 Voyager -Boku to Bokura no Ashita he- (僕と僕らのあしたへ)
16. [2009.01.07] V6 LIVE TOUR 2008 VIBES

## Phim tham gia

### Phim điện ảnh
V6
- [2003] Hard Luck Hero
- [2005] Hold Up Down (ホールドアップダウン)

Coming Century
- [2003] COSMIC RESCUE

### Trang mạng chính thức
- Trang chính thức của Johnny's Entertainment Lưu trữ ngày 28 tháng 7 năm 2005 tại Wayback Machine
- Trang chính thức của Avex Trax Lưu trữ ngày 7 tháng 6 năm 2007 tại Wayback Machine

### Chương trình truyền hình
- Gakkou e Ikkou! MAX Lưu trữ ngày 4 tháng 8 năm 2005 tại Wayback Machine
- Viva Viva V6